# Nina Taimiaho
Nina Taimiaho, née en 1967, est une joueuse professionnelle de squash représentant la Finlande. 

## Biographie
Nina Taimiaho participe activement à la tournée mondiale de la WSA dans les années 1980 et 1990. Avec l'équipe nationale finlandaise, elle participe aux championnats du monde par équipes en 1985, 1989, 1990, 1992, 1994 et 1996, en plus d'avoir été plusieurs fois dans l'équipe lors des championnats européens. En 1990, elle termine troisième avec l'équipe aux championnats d'Europe, la meilleure performance de l'équipe dans l'histoire de la compétition. Au total, elle joue 92 matches pour la Finlande, dont 56 ont été remportés.
Lors des championnats du monde en simple, Nina Taimiaho apparaît trois fois dans le tableau principal entre 1989 et 1992. Alors qu'en 1989, elle est éliminée au premier tour par Andrea Holbe en cinq jeux, en 1990, elle est battue au troisième tour par Danielle Drady en trois jeux. En 1992, elle perd au deuxième tour face à Lisa Opie sans avoir remporté de jeux. 
Au niveau national, elle est barrée par Tuula Myllyniemi, plus âgée de trois ans et qui remporte 20 titres de championne de Finlande entre 1983 et 2009.